# Dungeon Crawl
 (février 2015).
Si vous disposez d'ouvrages ou d'articles de référence ou si vous connaissez des sites web de qualité traitant du thème abordé ici, merci de compléter l'article en donnant les références utiles à sa vérifiabilité et en les liant à la section « Notes et références ».
Pour les articles homonymes, voir Crawl (homonymie).
Linley's Dungeon Crawl ou  plus simplement Dungeon Crawl est un jeu vidéo multi-plateforme en logiciel libre (licence reprenant et mélangeant les variante de la GPL de GNU Bison et de NetHack), de type Rogue-like en ASCII Art, programmé à l'origine par Linley Henzell à partir de 1995, sorti le 2 octobre 1997.
Une nouvelle version nommée Dungeon Crawl Stone Soup est développée sous licence GPLv2.
La dernière version est la 4.0.0 beta 26, sortie le 24 mars 2003, puis, une version 4.1.0 alpha plus récente est sortiel en juillet 2005.
Le jeu a été porté sur Nintendo DS sous le nom DS Crawl.
La version Dungeon Crawl Tile Version, également multiplate-forme et sous licence libre, utilise des tuiles graphiques à la place de texte brut.

## Capture d'écran
```
                                      Edia the Stabber
        ∙∙                            High Elf
       ∙∙∙    ####                    HP: 5/16
      #∙∙[   ##g∙∙ ##                 Magic: 2/2
      #∙∙∙∙   ∙∙∙ ∙∙#                 AC: 2     (0)
     ##∙∙∙∙####∙##∙[#                 EV: 11
     #∙∙∙∙∙∙#∙∙<∙∙∙∙#                 Str: 11
     #∙∙∙∙∙∙#∙∙>∙∙∙####               Int: 13
       #∙∙∙∙<∙∙∙@∙∙∙%∙#               Dex: 16
       #####∙∙∙∙##### #               Gold: 131
           #∙∙#∙∙∙∙                   Experience: 2/16  (2)
           #∙##∙##                    Level 2 of the Dungeon
           #∙ ∙∙#  #                  a) +0 elf short sword
           ######                     Encumbered
```